# Varde
Varde es una ciudad danesa situada en el suroeste de la península de Jutlandia. Es la capital del municipio homónimo, dentro de la región de Dinamarca Meridional. Su población es de 13.471 habitantes en 2013.

## Historia
Varde surgió junto a un vado en el río Varde, en el que tuvo un pequeño puerto. A escala nacional, Varde nunca fue una gran ciudad, pero sí tuvo cierto estatus regional en la Edad Media. Fue la principal localidad y en el centro administrativo del antiguo distrito de Vardesyssel, fue un sitio de asambleas (ting) y contaba con dos iglesias, la de Santiago, terminada a mediados del siglo XII, y la de San Nicolás —desaparecida en 1809—, de principios del XIII. Varde estaba protegida tanto por encontrarse a una cómoda distancia del mar como por tener una pequeña fortaleza real conocida como Vardehus. Esta fortaleza es citada desde el siglo XII y para el siglo XIV se encontraba en una pequeña isla artificial en el río; fue saqueada por una rebelión campesina en 1449; actualmente sólo se conservan los fosos y el montículo sobre el que se erigía. Los privilegios de ciudad más antiguos que se conocen datan de 1442, y fueron otorgados por Cristóbal de Baviera.
En la primera mitad del siglo XVI Varde realizaba exportaciones considerables de pescado y ganado vacuno, pero poco después el comercio declinó como resultado de varios incendios, situación que empeoró con las guerras del siglo XVII y la competencia con Hjerting (actualmente Esbjerg). Desde finales del siglo XVIII comenzó una cierta recuperación comercial para Varde. En 1841 se inauguró un nuevo puerto fluvial en el centro de la ciudad al mismo tiempo que se reguló la desembocadura del río, en 1874 se inauguró la conexión ferroviaria con Esbjerg y en 1875 con Ringkøbing. Aunque el ferrocarril trajo consigo una discreta industrialización, Varde quedó opacada por el enorme peso que el gobierno le dio a la vecina Esbjerg. Pese a todo, el sector industrial fue la principal fuente de empleos hasta la década de 1970. El puerto fue cerrado definitivamente en 1960. Después de un retroceso en los años 1970, Varde volvió a crecer en la década siguiente debido a que supo mover su economía hacia el sector servicios. Varde es capital municipal desde 1970. En 2007, después de una reforma territorial, la ciudad cobró mayor importancia cuando los límites del municipio se ensancharon considerablemente.